# Stojan Protić

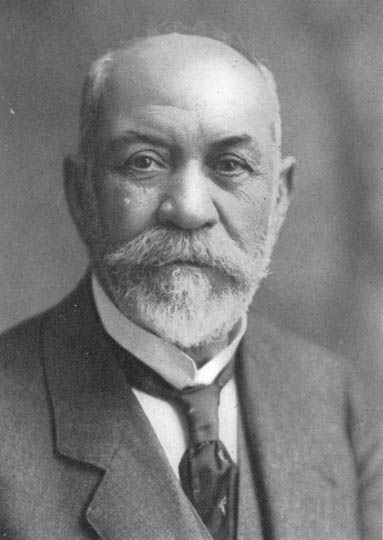
Stojan Protić

Stojan Protić (serbisch-kyrillisch Стојан Протић; * 28. Januar 1857 in Kruševac, Serbien; † 28. Oktober 1923 in Belgrad) war ein jugoslawischer Politiker. Er diente als Premierminister des Königreichs der Serben, Kroaten und Slowenen zwischen 1918 und 1919 sowie 1920.

## Leben
Protić studierte Geschichte und Philologie an der Universität Belgrad und arbeitete für kurze Zeit bei der Regierung, bis er Journalist wurde und bei der Zeitung der Serbian Radical Party, der Radikalen Partei Serbiens anfing. Obwohl er für kurze Zeit im Gefängnis war, bekam er 1884 eine Anstellung bei einer anderen Zeitung. Im Jahr 1887 wurde er ins Parlament gewählt und war 1888 an der Ausarbeitung der Serbischen Verfassung beteiligt. Bis 1897 wurde er regelmäßig ins Parlament wiedergewählt. Nach einem Anschlag auf den früheren König von Serbien, Milan I, der von 1868 bis 1889 regiert hatte, am 7. Juli 1899 durch ein Mitglied der Radikalen Partei, wurden die Anhänger der Radikalen Partei verfolgt. Protić wurde verhaftet und wegen einer Verschwörung zu 20 Jahren Arbeitslager verurteilt. Im Jahr 1900 wurde er begnadigt und im Jahr darauf erneut ins Parlament gewählt.

## Politik
Nach 1903 stieg er in die Führungsebene der Radikalen Partei auf, die er zusammen mit Nikola Pašić and Lazar Pacu anführte. Zwischen 1903 und 1918 war er vier Amtszeiten Innenminister und zwei Amtszeiten Finanzminister. Nachdem Österreich-Ungarn in der Julikrise 1914 Serbien ein Ultimatum gestellt hatte, dessen Ablauf den Ersten Weltkrieg auslöste, formulierte Protić die Antwort Serbiens auf dieses Ultimatum.
Nach dem Krieg wurde ein neuer Staat aus Serben, Kroaten und Slowenen ausgerufen, zu dessen Premierminister Protić wurde. Sein Kabinett rekrutierte er aus allen Teilen des neuen Staates. Bereits am 16. August 1919 trat er von diesem Amt zurück, war aber wenige Monate später nochmal von Februar bis Mai 1920 als Premierminister im Dienst. Von 1920 an hatte er außerdem nochmals bis 1921 einen Ministerposten inne, als der er für eine gemäßigte Dezentralisierung eintrat. Damit brach er mit Nikola Pašić und verließ die Radikale Partei. Er gründete die Unabhängige Radikale Partei, für die er auch bei den nächsten Parlamentswahlen 1923 antrat, wurde aber nicht gewählt. Er starb noch im selben Jahr in Serbien.